# Alan Stevenson
Alan Stevenson FRSE (Edinburgo, 1807 — Portobello, 1865) foi um engenheiro civil escocês.
Foi membro da famosa família Stevenson de engenheiros civis, filho mais velho de Robert Stevenson, irmão de David Stevenson e Thomas Stevenson. Entre 1843 e 1853 construiu treze faróis na Escócia e suas imediações. O escritor Robert Louis Stevenson, filho de Thomas, foi seu sobrinho.

## Faróis construídos por Alan Stevenson
- Little Ross (1843)
- Skerryvore (1844)
- Covesea Skerries (1846)
- Chanonry Point (1846)
- Cromarty (1846)
- Cairn Point (1847)
- Loch Ryan (1847)
- Noss Head (1849)
- Ardnamurchan Point (1849)
- Sanda (1850)
- Hestan Island (1850)
- Hoy High e Hoy Low, Graemsay (1851)
- Arnish Point (1853)
- Eilean Musdile (Lismore)

## Publicações
- Biographical Sketch of the Late Robert Stevenson: Civil Engineer, read at the Royal Society of Edinburgh, at the meeting of 17 February 1851. From Google Book Search
- A Rudimentary Treatise on the History, Construction and Illumination of Lighthouses, 1850, from Google Book Search